# Snodgrassia
Snodgrassia är ett släkte av fjärilar. Snodgrassia ingår i familjen vecklare.
Kladogram enligt Catalogue of Life:
| Snodgrassia | \| \| Snodgrassia calliplecta \| \| \| \| \| \| Snodgrassia stenochorda \| \| \| \| |
|             | \| \| Snodgrassia calliplecta \| \| \| \| \| \| Snodgrassia stenochorda \| \| \| \| |
|             | Snodgrassia calliplecta                                                             |
|             |                                                                                     |
|             | Snodgrassia stenochorda                                                             |
|             |                                                                                     |